# Gascoignella aprica
Gascoignella aprica is een slakkensoort uit de familie van de Platyhedylidae. De wetenschappelijke naam van de soort is voor het eerst geldig gepubliceerd in 1985 door Jensen.